# Johann Carl Gottlieb Schulze
Johann Carl Gottlieb Schulze (* 5. April 1749 in Berlin; † 9. Juni 1790 ebd.) war ein deutscher Mathematiker, Astronom, Hochschullehrer und preußischer Oberbaurat.
Johann Carl Gottlieb Schulze wurde am 16. Oktober 1777 als Professor für Mathematik beim Feldartilleriekorps Berlin (später Königliche Artillerie-Akademie) ordentliches Mitglied der Akademie der Wissenschaften. 1783 wurde er als außerordentlicher Oberbaurat beim Oberbaudepartement angestellt und wurde 1784 Oberbaurat. 1786 gehörte er der von Friedrich Wilhelm II. einberufenen Oder- und Warthe-Regulierungskommission an, die sich mit den Problemen einer Verlegung der Warthemündung befasste. Sein Nachfolger im Oberbaudepartement wurde  Philipp Bernhard Berson.

## Schriften
- Neue Und Erweiterte Sammlung Logarithmischer, Trigonometrischer und anderer Zum Gebrauch Der Mathematik Unentbehrlicher Tafeln, Berlin 1778
- Taschenbuch für diejenigen, so gründliche Anwendungen der Meßkunst zu machen sich vorsetzen – insbesondere aber zum Gebrauch meiner Vorlesungen abgefasset, Berlin 1782